# Перлеево
Перлеево (пол. Perlejewo) — деревня в Семятыченском повете Подляского воеводства Польши. Административный центр гмины Перлеево. По данным переписи 2011 года, в деревне проживало 185 человек.

## География
Деревня расположена на северо-востоке Польши, преимущественно на правом берегу реки Пелхувка, на расстоянии приблизительно 26 километров к северо-западу от города Семятыче, административного центра повета. Абсолютная высота — 126 метров над уровнем моря. К востоку от Перлеева проходит региональная автодорога 690.

## История
Согласно «Указателю населенным местностям Гродненской губернии, с относящимися к ним необходимыми сведениями», в 1905 году в селе Перлеево проживало 126 человек. В административном отношении село входило в состав  Шкурецкой волости Бельского уезда (3-го стана).
В период с 1975 по 1998 годы Перлеево являлось частью Белостокского воеводства.